# Берестянка (колонія)
Берестянка (рос. Берестянка) — колонія Курненської волості Новоград-Волинського повіту Волинської губернії.

## Населення
Наприкінці 19 століття у поселенні налічувалося 10 дворів та 58 жителів, у 1906 році — 60 осіб, дворів — 7.

## Історія
Наприкінці 19 століття поселення розміщувалося за 40 км від м. Новоград-Волинський, 5 км — від Дубровиці.
У 1906 році — колонія Курненської волості (3-го стану) Новоград-Волинського повіту Волинської губернії. Відстань до повітового центру, м. Новоград-Волинський, становила 38 верст, до волосного центру, с. Курне, 7 верст. Найближче поштово-телеграфне відділення розташовувалося на станції Рудня.